# Otradni (Tahktamukai)
|  | Per a altres significats, vegeu «Otradni». |

Otradni - Отрадный (rus) és un possiólok, un poble, de la República d'Adiguèsia, a Rússia. Es troba a la vora del riu Sups, a 7 km al sud-est de Takhtamukai i a 95 km al nord-oest de Maikop, la capital de la república.
Pertany al municipi de Takhtamukai.